# Трячас фронтас
«Тря́час фро́нтас» (лит. «Trečias frontas»; «Третий фронт») — литовский литературный журнал левой политической ориентации, выходивший в Каунасе в 1930—1931 годах.
Инициатором журнала и идеологом программы активизма (в данном случае понимаемого как активное участие художника в общественной жизни) Казис Борута, живший в политической эмиграции. Ядро редакции составили редактор журнала Антанас Венцлова, Костас Корсакас, Йонас Шимкус, Бронис Райла, Пятрас Цвирка. Позднее к нему примкнули Саломея Нерис и Валис Драздаускас. Сотрудничалм в журнале Антанас Билюнас, Бутку Юзе, Пятрас Чюрлис, Пранас Моркунас, Альгирдас Маргерис, Антанас Тулис. 
Группировавшиеся вокруг журнала молодые литераторы левых и антифашистских взглядов, с социалистическими настроениями образовали литературную группу третьефронтовцев. Они считали себя представителями третьего поколения писателей, идущего на смену литовским символистам и «четырёхветровцам», критиковали официальную идеологию, клерикализм, застой в литовской литературной жизни.
В начале журнал пропагандировал активизм и новый творческий метод неореализм (в данном случае синтез реализма, экспрессионизма и футуризма). В программных текстах выдвинута фигура деревенского парня — «варварская, но прекрасная, бунтарская мощная душа», идущая «завоевать себе землю, право и свободу». Этот антипод мещанства позднее наполнился классовым содержанием. В изменении направленности журнала и творческих установок третьефронтовцев большую роль сыграл Костас Корсакас, в упрощённой форме утверждавший идею классового характера литературы и необходимость служения самому передовому классу — пролетариату. На смену стихийному бунтарству и авангардистским экспериментам пришла радикальная идеологизация, ориентация на марксистскую идеологию и пролетарскую литературу, переход к политической агитации и реалистической манере письма.
В журнале значительное место занимали переводы с иностранных языков и сведения о зарубежной литературной жизни, отражавшие поиски третьефронтовцами единомышленников в других странах. После 5-го номера журнал был запрещён цензурой, и его выпуск был прекращён.